# Plaza de toros de Los Pinos
La plaza de toros de Los Pinos (en francés, Arènes des Pins) o plaza de toros de Roquefort es una plaza de toros en Roquefort en la región de Nueva Aquitania en Francia. Se emplea para corridas de toros y corridas landesas.

## Historia
La plaza de toros data de 1951, con ampliación en 1953 para su ampliación y techado de algunas localidades.
Se emplea para las corridas landesas y para las corridas de toros, en concreto novilladas sin picadores. La feria taurina tiene lugar durante las fiestas patronales del 14 al 19 de agosto y es organizada por el Círculo Taurino de Roquefort. Roquefort pertece a la Unión de Ciudades Taurinas de Francia. En 2021 se celebró un festejo para conmemorar el 70 aniversario de la plaza con los novilleros Cristóbal Reyes, Carlos Olsina y Yon Lamothe y toros de la ganadería de La Quinta.

## Descripción
Tiene capacidad para 3.700 espectadores, ampliable a 4.000. Fue clasificado como monumento histórico catalogado de Francia el 25 de abril de 2007. Está edificada en madera y tiene forma ovalada.